# Димитар Николић
Димитар Општи (рођен Николић; приближно 1835 — 19. фебруар 1873) био јe бугарски и српски национални револуционар. Приступио је 1862. бугарској легији у Београду као добровољац. До 1865. је био хајдук у чети Стојана војводе. Следеће 1866. одлази у Италију и ступа у одред Гарибалдија, до 1869. учествује и у критском устанку на грчкој страни, истиче се у бугарским револуционим круговима и постаје заменик Левског у централном комитету.
Обешен је са Василом Левским.

## Биографија
Рођен је око 1835. у Ђаковици у српској породици, отац му се звао Никола. Његово презиме и национална припадност су предмет спора у српској и бугарској литератури.
Отац му умире кад му је било 12 година, и Димитар са мајком одлази у слободну Кнежевину Србију где је 8 година радио као слуга. Сматра се да је бар мало похађао неку од српских школа, али је до краја живота остао неписмен, распознавао је само пар слова. Свуде је говорио својим дијалектом како би истакао порекло.
У Београду одлучује да се пдосвети ослободилачкој борби против Османлија, те 1862. приступа бугарској легији, коју је основао кнез Михаило Обреновић.
Ту је прошао војну обуку у легији упознао Васила Левског, који му је постао доживотни саборац. Заједно су се борили против Османлија у Београду након инцидента на Чукур чесми. Након распуштања легије исте године, одлази у Влашку и придружује се као хајдук чети Стојана војводе,шурака Панајота Хитова, а која је прелазила Дунав и нападала и пљачкала Турке.
Општи је затим од 15. марта до 20. септембра 1866. боравио у Италији на страни Гарибалдија у рату за Уједињење Италије. Добио је сребрну медаљу за храброст и писану грамоту коју је потписао лично краљ Виторио Емануеле II Савојски.
Враћа се преко Јадрана и Црне Горе на османску територију и исте године се придружује Критском устанку, на страни грчког народа. Краљевина Грчка му 1869. у знак захвалности додељује своје држављанство и пасош.
Године 1869. постао је један од оснивача Бугарског револуционарног централног комитета (БРЦК) у Букурешту, Румунија.
У јуну 1871. Општи је послат у османску Бугарску да служи као први заменик Левског, била му је поверена команда над револуционарним комитетима на подручју Софија-Орханије-Тетевен. Био је поштован међу млађим револуционарима који су желели брз и фанатичан устанак, међутим није спроводио строгу дисциплину и својим авантуристичким подухватима је угрозио напоре свог претпостављеног. Жудео је за славом и тражио је да га Васил Левски именује за апостола слободе у Македонији и Јужном Поморављу, где би организовао бугарске револуционарне комитете, али је овај то одбио, немајући довољно поверења.
Упркос наредби Левског да то не чини, извршио је  са својим људима велику пљачку у Арабаконаку и запленио 125,000 гроша, циљ му је био да тим новцем купи наоружање за бугарски устанак. Међутим због превелике разметљивости њега и његових људи и убиства Јусуф-аге, Турци му улазе у траг и хапсе га по дојави у селу Черикову у Плевенској области.
Општи ту прави грешку и надајући се да ће скрене пажњу великих сила и јавности, одаје Турцима постојање револуционарног комитета, своју разгранату мрежу у чак 22 села и имена. Пред шокираним турским инспекторима је тражио да га одведу у Цариград да разговара са султаном лично, верујући да ће султан уплашен морати да додели Бугарској аутономију. Веровало се да је Димитар Општи издао и Васила Левског, те је овај поручио свима који су познавали Општог да напусте своје куће и оду другде. Међутим из докумената турске жандармерије се касније сазнало да је први опис Левског Турцима дао Иван Лилов Фурнаџијев, један од ухапшених које је одао Димитар Општи.
Због свог неславног краја и улоге у хапшењу Васила Левског, Димитар Општи није добио запажено место у историји.

## У уметности
У роману ,,Уздизање" Милена Рускова из 2011, Димитар Општи је један од централних ликова. По истом роману је 2017. снимљен и филм ,,Възвишение", лик Димитра Општег је глумио Филип Аврамов, који се у току филма трудио да што верније говори као Димитар Општи, те је увежбавао Призренско-тимочки дијалекат и служио се речима које су својственије македонским и јужноморавским говорима у односу на источнобугарске дијалекте.

## Види jош
- Пљачка у Арабаконаку